# Emilio Chiovenda
Emilio Chiovenda, född den 18 maj 1871 i Rom, död den 19 februari 1941 i Bologna, var en italiensk botaniker.
Chiovenda examinerades i naturvetenskap vid La Sapienza 1898. Till att börja med specialiserade sig Chiovenda för Val d'Ossolas flora, han samlade in omkring 20 000 växtprover, som nu finns vid universitetet i Bologna. Vid sekelskiftet blev han kurator vid Erbario coloniale. 1909 reste han till Eritrea och Etiopien för att studera inhemska växter, vilket gav honom internationellt erkännande gällande Östafrikas flora. Han var professor i botanik vid universitetet i Catania mellan 1926 och 1929.
Auktorsnamnet Chiov. kan användas för Emilio Chiovenda i samband med ett vetenskapligt namn inom botaniken; se Wikipediaartiklar som länkar till auktorsnamnet.